# August Bungert
Friedrich August Bungert (ur. 14 marca 1845 w Mülheim an der Ruhr, zm. 26 października 1915 w Leutesdorf) – niemiecki kompozytor operowy.

## Życiorys
Początkowo uczył się muzyki w rodzinnym Mülheim an der Ruhr, następnie w latach 1860–1862 studiował w konserwatorium w Kolonii u Ferdinanda Hillera. W latach 1862–1868 przebywał w Paryżu, gdzie studiował u François Bazina (kompozycja) i Georges’a Mathiasa (fortepian). Od 1869 roku działał najpierw jako dyrygent w Bad Kreuznach, później przebywał w Karlsruhe. W latach 1873–1881 studiował w Berlinie kompozycję u Friedricha Kiela. W 1882 roku wyjechał na pewien czas do Włoch, później dzielił czas między Berlin a swoją posiadłość w Leutesdorf.

## Twórczość
Jako kompozytor tworzył głównie formy wokalne. Opracowywał pieśni różnych narodów. Przyjaźnił się z królową rumuńską Elżbietą i pisał pieśni do jej tekstów. Pod wpływem Richarda Wagnera stworzył opartą na Homerze tetralogię operową Homerische Welt, znaną też pod tytułem Die Odyssee (Kirke, wyst. Drezno 1898; Nausikaa, wyst. Drezno 1901; Odysseus’ Heimkehr, wyst. Drezno 1896; Odysseus’ Tod, wyst. Drezno 1903). Nie zrealizował projektu napisania kolejnego homeryckiego cyklu Die Ilias ani budowy w Bad Godesberg koło Bonn teatru operowego wzorowanego na Festspielhaus w Bayreuth.
Oprócz tetralogii Homerische Welt napisał też m.in. operę komiczną Liebe Siegerin (Die Studenten von Salamanka) (wyst. Lipsk 1884), misterium Warum? woher? wohin? na głosy solowe, chór, orkiestrę i organy (1908), muzykę do Fausta Goethego, symfonię Genius Triumphans, Zeppelin erste grosse Fahrt na orkiestrę, uwerturę Torquato Tasso, poemat symfoniczny Auf der Wartburg, Kwartet fortepianowy Es-dur, liczne cykle pieśni, w tym Lieder einer Königin, Lieder aus Italien i Serbische Lieder im Volkstom.